# Jean Taittinger
Pour les autres membres de la famille, voir Famille Taittinger.
Jean Marie Pierre Hubert Taittinger, né le 25 janvier 1923 à Paris 16e et mort le 23 septembre 2012 à Épalinges,, est un homme politique et entrepreneur français. Député de la Marne, il est ministre de la Justice et protocolairement « numéro deux du gouvernement » entre 1973 et 1974 et occupe des fonctions exécutives au sein du groupe familial Taittinger.

## Biographie
Jean Taittinger est le fils de Pierre Taittinger, homme d'affaires et homme politique nationaliste proche du Maréchal Pétain.

### Carrière militaire
En 1945, il combat dans les troupes du général Edgard de Larminat et participe aux affrontements sanglants de la poche de Royan et de la pointe de Grave. Une fois démobilisé, Jean Taittinger rejoint son frère François, directeur général du Champagne Taittinger et commence sa carrière à ses côtés avec la responsabilité de développer le vignoble maison.

### Vie politique
En 1953, il commence sa carrière politique et est élu maire de Gueux.

#### Député et ministre
En 1958, Jean Taittinger est élu député (UNR, UD-Ve République, Union pour la défense de la République et Union des démocrates pour la République) de la Marne de 1958 à 1973. Il est président de la Commission des Finances, de l'Économie générale et du Plan de l'Assemblée nationale du 16 juillet 1968 au 26 janvier 1971. Nommé secrétaire d'État auprès du ministre de l'Économie et des Finances du 7 janvier 1971 au 5 juillet 1972 dans le gouvernement de Jacques Chaban-Delmas, il conserve cette fonction avec le portefeuille du Budget dans le premier de Pierre Messmer du 5 juillet 1972 au 28 mars 1973. À cet égard, il prépare et signe les derniers budgets en équilibre de la France. Il est nommé ministre d'État, garde des Sceaux, ministre de la Justice du 2 avril 1973 au 27 mai 1974 dans le second gouvernement Messmer. Durant cette période, son nom est associé au projet de loi déposé le 7 juin 1973 à l'Assemblée tendant à libéraliser l'avortement dans certains cas ; projet qui n'aboutira pas.

#### Maire de Reims
De 1959 à 1977, Jean Taittinger est maire de Reims et sous son impulsion pendant 18 ans, la ville connaît un fort développement, notamment après l’obtention et la création de l'autoroute A4, et de l'autoroute A26 passant par Reims. Autour de cette réalisation, conception et mise en œuvre de toute l'irrigation des nouveaux quartiers avec les pénétrantes que sont l'avenue de Champagne, l'avenue Paul-Marchandeau, l'avenue du Général-de-Gaulle, etc. On relève aussi la rénovation et développement de l'ensemble des universités de Reims (facultés de droit, lettres, sciences, médecine, etc.) ainsi que de l'École supérieure de commerce de Reims, de quartiers nouveaux (Châtillons, Croix-Rouge, Wilson, Saint-Remi, Orgeval, Val de Murigny, Europe) totalisant plus de 40 000 logements. Sous son mandat sont aussi construits le centre hospitalier universitaire Robert-Debré, la maison de la Culture André-Malraux, la compagnie Robert Hossein, la Cour d'appel, la maison des Sports René-Tys, la Maison des Syndicats, quinze crèches, cinq hospices pour personnes âgées, de nombreux équipements sportifs dont la piscine olympique et la patinoire, les Thiolettes et le stade d'athlétisme Orgeval, plusieurs grands parcs urbains dont les parcs Léo-Lagrange et Saint-John-Perse, la création du parc naturel régional de la Montagne de Reims. Il met aussi en valeur et développe les grands musées de la ville : Saint-Denis, Saint-Remi, le palais du Tau et l’acquisition du fort de la Pompelle devenu un musée de la Première Guerre mondiale. Il fait aussi acquérir l'ancien collège des Jésuites de Reims, place Museux, construire le rectorat, implanter une base de Mirages F1 et construire l'aérodrome de Reims - Prunay, le Centre de navigation aérienne ainsi que de très nombreuses entreprises et sièges sociaux (Kréma General Foods, Boehringer, Reims Aviation, etc.). Au cours de cette période, il suscite les jumelages de Reims avec Brazzaville, Aix-la-Chapelle, Cantorbéry et Salzbourg.

### Carrière professionnelle
En 1977, lorsqu'expire son troisième mandat de maire de Reims, il quitte la vie politique sans avoir été battu et rejoint le groupe familial en devenant PDG de la Société du Louvre - Groupe du Louvre, qui connait sous son autorité un très fort développement. On peut citer notamment la restauration complète de l'hôtel de Crillon, de l'hôtel Lutetia, de l'hôtel du Louvre, l'acquisition de l'hôtel Martinez à Cannes, de l'hôtel Ambassador à Paris, l'acquisition des Sociétés Deville et ELM-Leblanc, de la Cristallerie de Baccarat, la création de la Banque du Louvre, le développement intensif du groupe Envergure (chaînes Campanile, Première Classe, Kyriad), celui des parfums Annick Goutal, l'acquisition du restaurant le Grand Véfour, le co-investissement dans le parc hôtelier de Disneyland Paris exploité par Euro Disneyland SCA dont il a assuré la présidence du conseil de surveillance entre 1989 et 1994. Jean Taittinger quitte le monde des affaires en 1997 et se retire en Suisse. Il soutient avec son épouse et ses enfants la reprise du Champagne Taittinger par son fils Pierre-Emmanuel aux côtés de la Caisse régionale du Crédit agricole du Nord-Est.
Il meurt le 23 septembre 2012 à l'âge de 89 ans, à Épalinges, dans le canton de Vaud, en Suisse.

## Vie privée
Il épouse, en 1948, Corinne Deville, artiste-peintre, fille de Jean Deville, propriétaire des fonderies Deville (fabrication d'appareils de chauffage) et d'Élisabeth Labbé de La Mauvinière. De ce mariage sont issus cinq enfants : Anne-Claire Taittinger, administratrice de Thales, ancienne présidente du directoire du groupe Taittinger et de la Cristallerie de Baccarat, Frantz Taittinger, ancien président du groupe Envergure, Campanile et de l'hôtel Martinez, ancien député des Hauts-de-Seine et maire (RPR) d'Asnières-sur-Seine, Pierre-Emmanuel Taittinger, actuel président d'honneur du Champagne Taittinger, Victoire Taittinger-Gardner, de nationalité américaine, et Wladimir Taittinger.
Il est également le frère de Guy Taittinger (1918-1978), ancien associé-gérant et ancien président de Worms & Cie, et le demi-frère de Pierre-Christian Taittinger (1926-2009), ancien sénateur (RI) de Paris, ancien maire (UMP) du 16e arrondissement de Paris et de Claude Taittinger, ancien président-directeur général du Champagne Taittinger.